# Die Verse des Abu al-Aswad über seine Sklavin

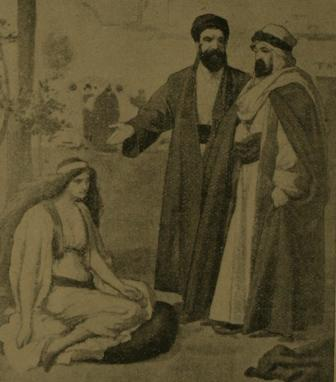
Abu al-Aswad kauft die schielende Sklavin. Zeichnung aus Review of Reviews for Australasia, 1907.

Die Verse des Abu al-Aswad über seine Sklavin ist eine Kurzgeschichte aus den Geschichten aus Tausendundeiner Nacht. In der Arabian Nights Encyclopedia ist sie als ANE 114 gelistet.
In einer der kürzesten aller Geschichten aus Tausendundeine Nacht verteidigt ein Mann eine sehbehinderte Sklavin mit Poesie.

## Handlung
Einst kaufte sich Abu al-Aswad eine schielende Sklavin, die von den Arabern stammte, doch gemischter Herkunft war. Er hatte Gefallen an ihr, doch die Leute redeten schlecht über sie. Da erhob er die Stimme und trug Verse vor, in denen er sagte, dass an der Sklavin kein Tadel sei, wenn auch in ihren Augen ein Flecken sei, doch ziere ihren Körper ein schlanker Leib, der sich auf schweren Hüften wiegt.

## Hintergrund
Nach der Arabian Nights Encyclopedia ist die Sklavin blind. Bei Abu al-Aswad handelt es sich mutmaßlich um Abu al-Aswad al-Du'ali, einen Dichter aus Basra, der in der zweiten Hälfte des 7. Jahrhunderts lebte und als angeblicher Erfinder der arabischen Grammatik Erwähnung findet.

## Textquellen
Die Erzählung ist eine der kürzesten Geschichten in Tausendundeine Nacht. Sie findet sich in den ägyptischen Handschriften sowie den meisten frühen arabischen Druckausgaben. Die Kalkutta-II-Edition wurde von Richard Francis Burton und Enno Littmann für ihre Sammlungen verwendet.

## Ausgaben
- Enno Littmann: Die Erzählungen aus den tausendundein Nächten, Insel Verlag, Frankfurt 1968, Band 3, S. 446.